# Glabušovce
Glabušovce este o comună slovacă, aflată în districtul Veľký Krtíš din regiunea Banská Bystrica. Localitatea se află la altitudinea de 170 m deasupra n.m., se întinde pe o suprafață de 4,51 km2 și în 2017 număra 116 locuitori.

## Istoric
Localitatea Glabušovce este atestată documentar din 1297.

## Demografie
| An:                | 1994 | 2004   | 2014   | 2024  |
| ------------------ | ---- | ------ | ------ | ----- |
| Număr de persoane: | 126  | 115    | 125    | 121   |
| Diferență:         |      | −8,73% | +8,69% | −3,2% |

| An:                | 2023 | 2024   |
| ------------------ | ---- | ------ |
| Număr de persoane: | 117  | 121    |
| Diferență:         |      | +3,41% |